# شرگو بیران
شرگو بیران (انگلیسی: Shergo Biran؛ زادهٔ ۴ ژانویهٔ ۱۹۷۹) بازیکن فوتبال اهل آلمان است.
از باشگاه‌هایی که در آن بازی کرده‌است می‌توان به باشگاه فوتبال لوک اشتندل، باشگاه فوتبال دینامو درسدن، باشگاه فوتبال وولفسبورگ، باشگاه فوتبال ماگدبورگ ۱، باشگاه فوتبال دینامو برلینر، باشگاه فوتبال یونیون برلین، باشگاه فوتبال هانزا روستوک، و باشگاه فوتبال اسنابروک اشاره کرد.